# Noche de estrellas
«Noche de estrellas» es el tercer sencillo del productor musical y DJ español José de Rico, en colaboración del dominicano-español Henry Mendez y Jay Santos.
Noche de estrellas se lanzó en mayo de 2012 bajo el sello discográfico de ROSTERMUSIC.

## Álbum
Lista de canciones
1. "Noche de Estrellas" - Original Mix
2. "Noche de Estrellas" - Extended Mix
3. "Noche de Estrellas" - Radio Edit
4. "Noche de Estrellas" - Instrumental Mix

Top Chart
| Año (2012)           | Posición |
| -------------------- | -------- |
| Top Charts de España | 5        |